# Campanula
Campanula es un género de plantas fanerógamas perteneciente a la familia Campanulaceae.  Comprende 1566 especies descritas y de estas, solo 425  aceptadas.
El género está distribuido por las regiones templadas del hemisferio norte, con una gran diversidad en la región del este del Mediterráneo al Cáucaso. 
Las especies tienen plantas anuales, bienales y perennes, y varían de tamaño desde los 5 cm de altura de las plantas árticas a las de más altas temperaturas de los prados que alcanzan 2 m de altura. 
El color azul de sus flores es muy raro en la naturaleza. 

## Descripción
Las hojas son alternas sésiles, y a menudo varían en la misma planta desde más grandes en la base a más pequeñas en la cima, pueden tener los márgenes enteros o cerrados (algunas veces los dos en la misma planta). Muchas especies contienen látex blanco en hojas y tallos. Las flores se agrupan en panículas  a veces solitarios), tienen forma de campana con cinco corolas lobuladas, grandes de 2-5 cm o más de largo, siendo de color azul a púrpura, algunas veces blanco o rosa. El fruto es una cápsula que contiene numerosas semillas.  
Especies de Campanula son el alimento de las larvas de algunas especies de Lepidoptera.

## Cultivo y usos

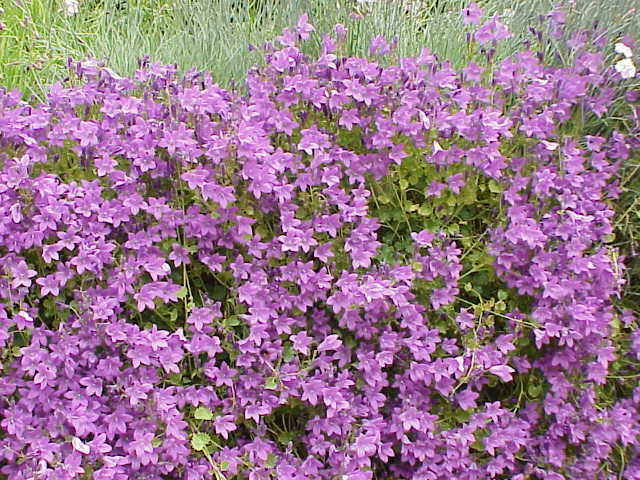
Campanillas siendo cultivadas como plantas ornamentales en Jardin, Francia

Son varias las especies que se cultivan por la belleza de sus flores, por lo cual tienen varios usos ornamentales, en Europa, por ejemplo, destaca la especie Campanula rotundifolia que es cultivada por su hermosas flores azules. 
Los cultivares 'Burghaltii' y 'Kent belle' han ganado el Royal Horticultural Society's Award del Garden Merit.
También hay especies de origen silvestre que son cultvadas para adornar jardines, parques, y terrazas, un ejemplo de éstas son: Campanula scheuchzeri, Campanula glomerata, o Campanula cochleariifolia. 
Otros posibles usos de éstas plantas sean con fines alimenticios o medicinales.
La especie Campanula rapunculus, conocida como campanilla verdezuela o campanilla rover (en inglés Rover Bellflower), es una hortaliza bienal que en el pasado fue ampliamente cultivada en la Europa continental por sus hojas y raíces parecidas a la espinaca y el rábano respectivamente. El cuento Rapunzel de los Hermanos Grimm, hace mención de dicha planta.

## Taxonomía
El género fue descrito por Carlos Linneo y publicado en Species Plantarum 1: 163. 1753. La especie tipo es: Campanula latifolia L. 
Etimología
Campanula: nombre genérico diminutivo del término latíno campana, que significa "pequeña campana", aludiendo a la forma de las flores.

## Algunas especies

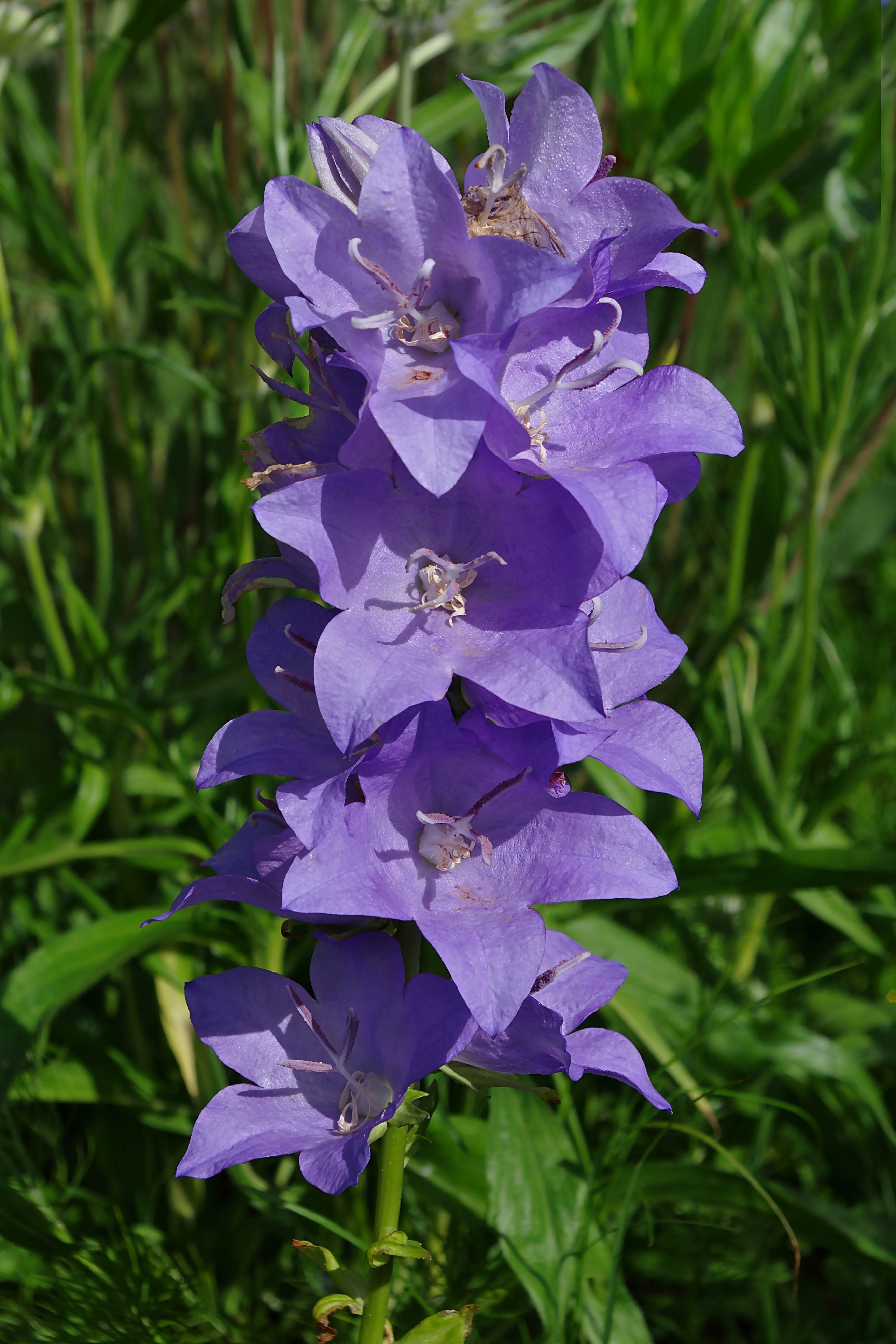
Campanula persicifolia

Campanula alpina
Campanula alsinoides
Campanula americana
Campanula aparinoides
Campanula ardonensis
Campanula argyrotricha
Campanula arvatica
Campanula atlantica
Campanula aucheri
Campanula autraniana
Campanula barbata
Campanula baumgartenii
Campanula beauverdiana
Campanula bellidifolia
Campanula betulifolia
Campanula bononiensis
Campanula caespitosa
Campanula calaminthifolia
Campanula californica
Campanula carpatica
Campanula cashmeriana
Campanula celsii
Campanula cenisia
Campanula cervicaria
Campanula chamissonis
Campanula cochleariifolia
Campanula collina
Campanula colorata
Campanula crenulata
Campanula dichotoma
Campanula divaricata
Campanula elatines L. - Campana del Adriático
Campanula elegans
Campanula ephesia
Campanula erinus
Campanula excisa
Campanula exigua
Campanula filicaulis
Campanula formanekiana
Campanula fragilis
Campanula gansuensis
Campanula garganica
Campanula glomerata
Campanula grossekii
Campanula hemschinica
Campanula hercegovina
Campanula herminii
Campanula heterophylla
Campanula imeretina
Campanula incurva
Campanula isophylla
Campanula jacobaea
Campanula kachethica
Campanula kantschavelii
Campanula kemulariae
Campanula khasiana
Campanula kolenatiana
Campanula komarovii
Campanula laciniata
Campanula lactiflora
Campanula lanata
Campanula lasiocarpa
Campanula latifolia
Campanula latiloba
Campanula lingulata
Campanula linifolia
Campanula longistyla
Campanula lusitanica
Campanula lyrata
Campanula macrorhiza
Campanula macrostyla
Campanula makaschvilii
Campanula medium
Campanula michauxioides
Campanula mirabilis
Campanula moesiaca
Campanula mollis
Campanula morettiana
Campanula oblongifolia
Campanula ochroleuca
Campanula olympica
Campanula orbelica
Campanula oreadum
Campanula orphanidea
Campanula parryi
Campanula patula
Campanula pelviformis
Campanula peregrina
Campanula persicifolia
Campanula petraea
Campanula petrophila
Campanula phrygia
Campanula phyctidocalyx
Campanula piperi
Campanula portenschlagiana
Campanula poscharskyana
Campanula prenanthoides
Campanula primulifolia
Campanula pulla
Campanula punctata
Campanula pyramidalis
Campanula raddeana
Campanula raineri
Campanula ramosissima
Campanula rapunculoides
Campanula rapunculus
Campanula reiseri
Campanula reuteriana
Campanula rhomboidalis
Campanula rotundifolia
Campanula rupestris
Campanula sarmatica
Campanula sartorii
Campanula saxatilis
Campanula saxifraga
Campanula scabrella
Campanula scheuchzeri
Campanula scouleri
Campanula sibirica
Campanula spicata
Campanula spruneriana
Campanula stevenii
Campanula stricta
Campanula strigosa
Campanula teucrioides
Campanula takesimana
Campanula thessela
Campanula thrysoides
Campanula tomentosa